# Байкал (паром-ледокол)
«Байка́л» — паровой паром-ледокол российского флота, действовавший на озере Байкал в 1899—1918 годах.

## История создания и службы
В начале 1895 года по предложению министра путей сообщения князя Хилкова было начато строительство паромной переправы через озеро Байкал для Транссибирской магистрали. Для этого 30 декабря 1895 года был заключён контракт с английской фирмой «Армстронг, Уитворт и Ко» на изготовление парома-ледокола без деревянных работ, с запасными частями. 

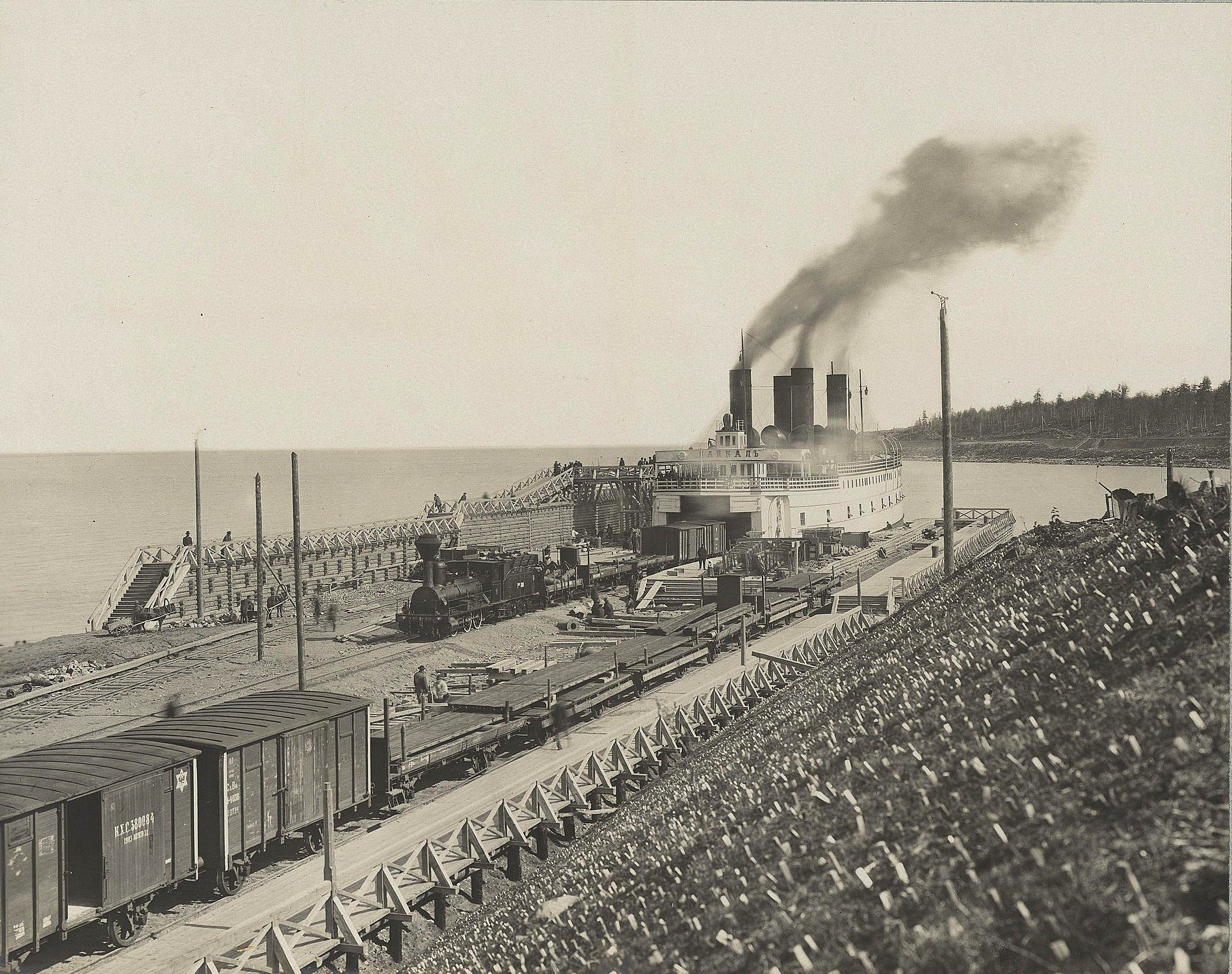
Паром «Байкал» за выгрузкой. Начало 1900-х гг.

15 января 1898 года началась сборка парома-ледокола «Байкал» на судоверфи села Лиственичное. 17 июня 1899 года он был спущен на воду.
До ввода в эксплуатацию Кругобайкальской железной дороги в 1905 году «Байкал» и позднее построенный ледокол «Ангара» ежедневно совершали по два рейса между пристанями Байкал и Мысовая. После этого паромная переправа действовала как резервная, обеспечивая бесперебойное прохождение поездов по Транссибирской магистрали.
С началом Гражданской войны паром-ледокол находился в распоряжении красных и был ими вооружён пушками и пулемётами. После оставления красными Иркутска, «Байкал» был отведён на пристань Мысовска, где после отступления располагался штаб и тыловые учреждения Красной Армии.
После занятия Мысовска белочехами 16 августа 1918 года паром-ледокол «Байкал» был расстрелян ими полевой артиллерией и сгорел у городской пристани.

## Дальнейшая судьба
В 1920 году, после откачки воды, выгоревший корпус судна был отбуксирован в порт Байкал, где простоял, как минимум, до 1926 года; после этого был порезан на металл. Есть вероятность, что нижняя часть корпуса до сих пор находится на дне озера в истоке Ангары. Но точно[точно?!] сохранились передние винты и часть силовой установки.